# Galenstock
Galenstock – szczyt w Alpach Berneńskich, części Alp Zachodnich. Leży w Szwajcarii na granicy kantonów Uri i Valais. Należy do pasma Alp Urneńskich. Można go zdobyć ze schroniska Sidelenhütte (2708 m), Hotel Tiefenbach (2109 m) lub Albert Heim Hütte (2541 m). Góruje nad Lodowcem Rodanu.
Pierwszego odnotowanego wejścia dokonali Eduard Desor Sr, Eduard Desor Jr, Daniel Dollfuss, H. Währen, M. Bannholzer, P. Brigger i H. Jaun 18 sierpnia 1845 r.